# Boson III de Challant
Pour les articles homonymes, voir Boson (homonymie) et Boson III.
Boson III de Chalant , également italianisé en Bosone III di Challant, (mort en 1239) est un seigneur issu de la maison de Challant, 4e vicomte d'Aoste entre 1177/1191. Il est le premier membre de sa famille à porter le titre de seigneur de Challant.

## Biographie
Boson III  de Challant, seigneur de Challant, de Cly avec Chambave, du hameau Diémoz, de Verrayes, Saint-Denis, Torgnon et du Valtournenche est le successeur de son père Boson II de Challant comme 4e vicomte d'Aoste.[réf. nécessaire]
Boson III qui devait être encore jeune à la mort de son père apparaît pour la première fois comme témoin lors de la célèbre charte d'affranchissement de la cité d'Aoste signée en 1191 par le comte Thomas Ier de Savoie. En avril 1197, il confirme avec son épouse Alasia et ses jeunes fils les donations faites à l'Hospice du Grand Saint-Bernard .
Il reçoit en fief Châtillon, en 1212, ainsi que la terre de Saint-Pierre-de-Clages de Landri de Mont évêque de Sion, en 1218. Il est le témoin du traité signé entre le comte de Savoie et Gérard de Rougemont évêque de Lausanne pour la possession du château de Moudon, dans le Pays de Vaud en juillet 1219. Il souscrit une reconnaissance envers le comte de Savoie pour sa vicomté et les terres qu'il détient en fief en date du 20 août 1232. Boson III disparait en 1239.

## La seigneurie de Challant
Le 13 avril 1200, Boson III reçoit du comte Thomas Ier de Savoie  le « château de Ville » (latin : Castrum Ville Challandi) situé dans la paroisse de  Challand-Saint-Victor et le fief correspondant. C'est à partir de cette inféodation que Boson III et ses descendants utilisent le titre de « de Challant » pour désigner leur  seigneurie .
« Thomas, comes Maurianensis et in Italia marchio, concedimus dilecto nostro Bosoni vice comiti Augustensi castrum de Villa in feudum in augmentum sui feudi ut in eo edificet et castellet.

Traduction :

Thomas comte de Maurienne et marquis en Italie, Nous accordons à notre cher Boson, vicomte d'Aoste, le château de Ville en fief en augmentation de son fief pour qu'il y construise et s'y fortifie. »

## Famille
Boson épouse vers 1191 Alasia ou Flandrina di Biandrate, fille de Gotofredo II di Biandrate, comte d'Ossola qui lui donne :
- Humbert  (mort avant 1239), milites, témoin du contrat de mariage en 1235 entre Marguerite de Savoie, fille d'Amédée IV de Savoie, et de Boniface II de Montferrat.
- Godefroi († 1265), vicomte d'Aoste.
- Guy (mort avant 1232).
- Aymon, († 1277), co-vicomte d'Aoste, avec son frère Godefroy Ier.
- Boson († 1259), co-vicomte d'Aoste, auteur de la lignée des Seigneurs de Cly et peut-être du premier lignage des « Seigneurs de  Châtillon ».
- Pierre, présent lors de la reconnaissance signée par son père  le 20 août 1232.